# Спомен-гробље из Првог светског рата 1914-1918
Спомен-гробље из Првог светског рата 1914—1918 основано је у Ваљеву, у доба велике епидемије пегавог тифуса, која је крајем 1914. године захватила скоро целу Србију.

## Историја и изглед
Жариште болести било је у Ваљеву које је жестоко пострадало. Осим војника, живот је изгубило много лекара, и болничког особља, као и цивилних лица која су помагала као добровољци. Позната сликарка Надежда Петровић радила је као медицинска сестра добровољац у болници у Ваљеву, где се инфицирала и преминула. Војничко гробље у ваљеву простире се на површини од око 70 ари. У делу са појединачним гробним местима сахрањени су посмртни остаци 429 ратника. 
На крају прилазне стазе подигнут је између два светска рата споменик палим ратницима 1914.—1918. године у облику бетонског крста постављеног на пирамидално постоље зидано фугованим каменом. Основа прамидалног постоља износи 1,50 х 1,50 метара. целокупна висина споменика износи 3,70 метара, а крст је висок 1,60 метара. Споменик је ограђен нижим парапетним зидом на ком су стубићи покривени бетонским капама. На западној страни пирамидалног постоља причвршћена је спомен-плоча са посветом: За част, славу и величину своје отаџбине погинулим и умрлим јунацима у рату 1914.—1918. године. Захвална отаџбина. 
У заравњеном делу гробља налази се шест масовних гробница у којима је сахрањено око 3000 ратника. На спомен гробљу вршена су сахрањивања војних лица до 1956. године.